# Kościół chaldejski

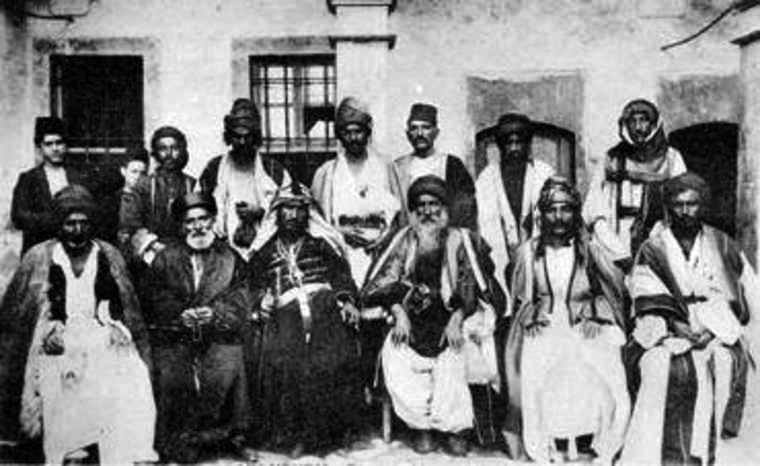
Biskupi chaldejscy i przywódcy Jezydów

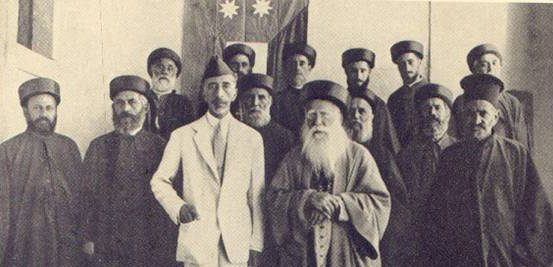
Król Fajsal I z biskupami chaldejskimi

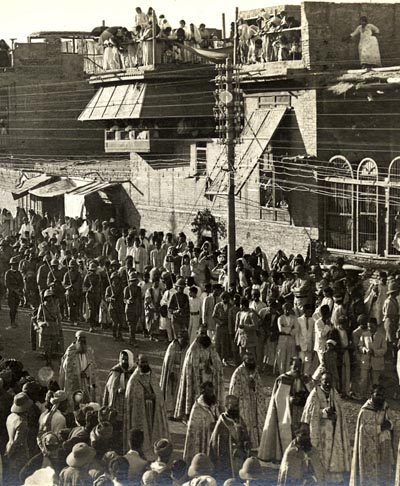
Procesja ku czci Bożego Ciała, uczestniczą duchowni chaldejsko-, syryjsko- i ormiańskokatoliccy,
Bagdad, lata 20. XX wieku

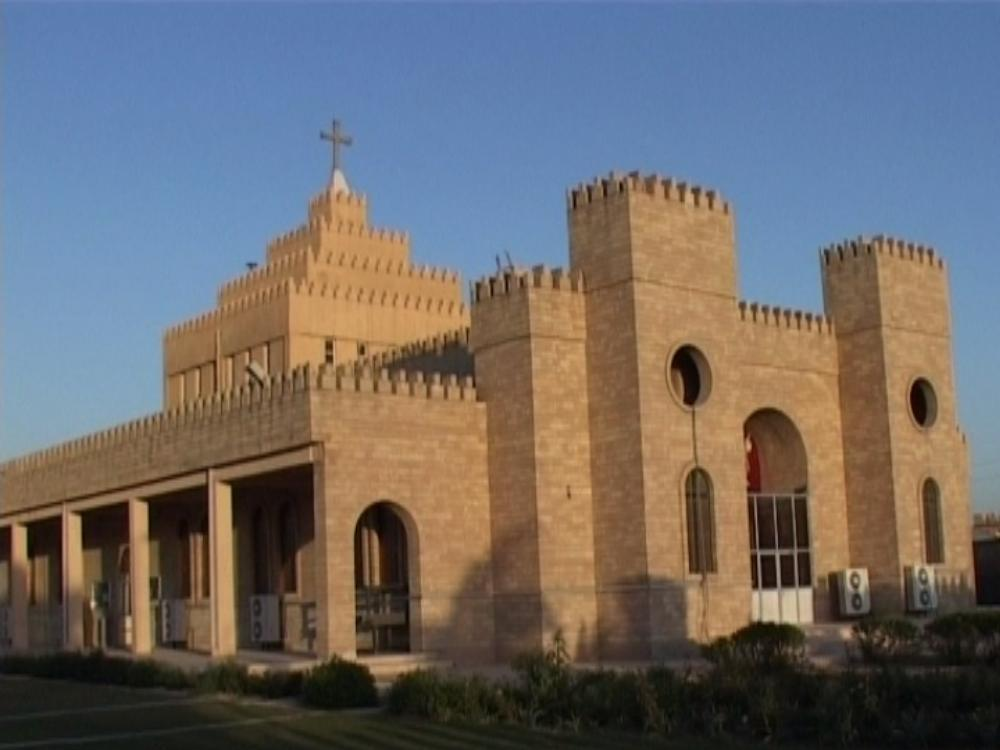
Katedra św. Józefa, Ankawa

Kościół chaldejski – jeden z katolickich Kościołów wschodnich, działający głównie na terenie historycznej Mezopotamii – dzisiejszego Iraku i wschodniej Syrii.

## Historia
Kościół chaldejski powstał w wyniku powrotu do łączności z Rzymem części wschodniego Kościoła nestoriańskiego, zwanego przez jego wiernych "Kościołem Wschodu" (jego odłamy niezależne od Rzymu to Asyryjski Kościół Wschodu oraz Starożytny Kościół Wschodu). Wskutek działania czynników politycznych Kościół ten na kilka stuleci utracił kontakt z Kościołami działającymi w granicach Cesarstwa Rzymskiego. Jego powstanie jest związane z przełamaniem tej izolacji, aczkolwiek już wcześniej zdarzały się indywidualne i lokalne konwersje na katolicyzm. Hierarchowie nestoriańscy korespondowali również z papieżami, niekiedy składając również przed nimi wyznanie wiary. To zrobili w 1237 metropolita Syrii, a w 1245 metropolita Nisibisu z pięcioma innymi biskupami.
W XV wieku do Mezopotamii zaczęli docierać misjonarze łacińscy. Rozłam wśród nestorian zaczął się w połowie XV wieku, gdy ówczesny Patriarcha Wschodu Szymon IV Bassidi wprowadził dziedziczność godności patriarszej wśród swej rodziny – patriarchą miał zostawać najbliższy męski krewny ostatniego patriarchy. Wśród duchownych wzbudziło to ostry sprzeciw, choć nowy zwyczaj ostatecznie się przyjął.
W 1551 patriarchą został w ten sposób 12-letni Szymon Dincha (Szymon VIII). Sytuacji tej nie zaakceptowała grupa biskupów, która wybrała własnego patriarchę – zakonnika Jochanana Sulakę. Sulaka wyjechał do Rzymu, gdzie złożył katolickie wyznanie wiary i został mianowany przez papieża unickim patriarchą Asyrii. Jego następcy nosili już tytuł chaldejskich patriarchów Babilonu. W 1662 następca Jana Sulaki, Szymon XIII Dincha, zerwał unię z Rzymem.
Już w 1607 także nestoriański patriarcha z linii Szymona Eliasz VIII zawarł unię z Rzymem. Istniały więc dwa unickie patriarchaty chaldejskie. Jednakże w 1692 jego następca Eliasz X Jochanan Marogin również zerwał unię z Rzymem. Pojawiły się więc dwa nestoriańskie patriarchaty chaldejskie.
Na dodatek w 1672 chaldejski arcybiskup Amidy Józef odrzucił władzę patriarchów z linii Szymona i zawarł kolejną unię z Rzymem. W 1681 został mianowany przez papieża patriarchą, ale bez bliższego określenia, czego i kogo. Dopiero jego następca Józef II uzyskał godność patriarchy Babilonu. Linia tych unickich patriarchów wygasła jednak ze śmiercią Józefa V w 1828.
W 1804 po zmarłym Mar Eliaszu XIII Iszujabie z linii następców Szymona pozostał tylko jego brat Jochanan Hormizd, powiązany z Rzymem. W 1830 objął stolec patriarszy i po początkowych wahaniach, podczas których został nawet chwilowo suspendowany, w 1838 zniósł dziedziczność patriarchatu, wobec czego został uznany przez papieża. Następny patriarcha Mikołaj Zaja (1844) pochodził już ze zwykłego wyboru, zatwierdzonego przez papieża. W tym samym roku, za politycznym poparciem Francji, uzyskał on również firman Porty Osmańskiej, uznający chaldejczyków za millet (lud, grupę wyznaniową) odrębny od nestorian. Tak więc nieprzerwane i pewne istnienie kościoła chaldejskiego datuje się od 1844.
Przedstawiona wyżej historia jest mocno uproszczona, gdyż w rzeczywistości postawa poszczególnych patriarchów wobec Rzymu była nieostra. Niektórzy z nich nie odżegnywali się wprost od podległości papieżowi, nie czyniąc jednak żadnych kroków w stronę utrzymania łączności z Rzymem. Należy również mieć na uwadze, że rezydując pod panowaniem muzułmanów w górskich klasztorach, nie zawsze mieli możliwość kontaktu z Zachodem.
Spory między patriarchami nie wpływały na postawę wiernych podzielonego Kościoła. Stronnictwo katolickie czerpało swoją atrakcyjność nie tyle ze swoich nauk, co z ochrony przed władzami tureckimi, jaką dawała opieka mocarstw Zachodu nad katolikami. Silne bowiem, także wśród samych patriarchów, było przywiązanie do obrzędowości nestoriańskiej. Aby zmienić tę postawę, od początku XIX wieku duchowni chaldejscy byli wysyłani do Rzymu na studia w duchu katolickim. Po jakimś czasie większość z nich była wykształcona w ten sposób. Konwertyci na katolicyzm od XVIII wieku skupiali się na równinie w okolicach Mosulu (starożytnej Niniwy), we wsiach Bartela, Karamles, Bakhdeda, Tel Keppe, Batnaya, Paqofa i Alkusz. Zwolennicy nestorianizmu emigrowali na północ, w góry, do swoich patriarchów rezydujących w Kodchanisu, w części Azerbejdżanu leżącej w dzisiejszym Iranie.
Oba siostrzane Kościoły, chaldejski i asyryjski, cierpiały w czasach nowożytnych prześladowania ze strony kolejnych władców Mezopotamii, jak również ze strony jej muzułmańskich współmieszkańców. Ostatnim aktem tych prześladowań są wydarzenia związane z chaosem w Iraku po obaleniu Saddama Hussajna. Chrześcijanie iraccy są zastraszani przez muzułmańskie bojówki i zmuszani do emigracji.

## Współcześnie
Dziś Kościół chaldejski liczy około 602 tys. wiernych, mieszkających w Iraku (diecezje w Alkuszu, Irbilu, Mosulu, Ammadeyi, Duhoku i Zachu, Basrze, Kirkuku), Turcji (diecezja w Diyarbakirze), Iranie (diecezje w Teheranie, Urmii i Salamasie), Syrii, Libanie (diecezja w Bejrucie), Gruzji i Egipcie (diecezja w Kairze). Diaspora chaldejska w Stanach Zjednoczonych (dwie diecezje), Kanadzie (jedna diecezja) i Australii (jedna diecezja) liczy około 200 tysięcy wiernych, z których 100 tysięcy mieszka w Detroit. Wierni, zwłaszcza w Mezopotamii, używają na co dzień przede wszystkim różnych współczesnych dialektów języka aramejskiego (oraz, drugorzędnie, języka arabskiego, kurdyjskiego lub tureckiego). Nie są jednak Arabami ani Turkami, lecz potomkami ludów semickich – Chaldejczyków, Asyryjczyków i Aramejczyków, zamieszkujących te tereny przed najazdem arabskim.
W latach 1989–2003 patriarchą był Rafael I BiDawid. Jego następcą na tronie patriarszym został Emanuel Karim III Delly (2003-2012).
Obecnie patriarchą jest Louis Raphaël I Sako.
W 2021 Synod Kościoła chaldejskiego zmienił nazwę patriarchatu na Patriarchat Bagdadu, co zostało potwierdzone w następnym roku przez papieża Franciszka.
Aktualny podział administracyjny Kościoła chaldejskiego przedstawiony jest tutaj.

## Liturgia
Kościół chaldejski używa własnego obrządku chaldejskiego, wywodzącego się ze wschodniego (wschodniosyryjskiego) odłamu rytu antiocheńskiego. Używana modlitwa eucharystyczna to starożytna anafora Addaja i Mariego (z pewnymi zmianami). Językiem liturgicznym jest aramejski. Choć w wielu miejscach zastępuje się go dla lepszego zrozumienia wśród wiernych, częściowo lub w całości, językiem arabskim.